# Humoristické listy
Humoristické listy (často zkracováno na Humory) byl populární český humoristický a satirický týdeník, jenž vycházel v letech 1858–1941. Byl založen J. R. Vilímkem a Josefem Svátkem, od roku 1859 jej vedl již jen J. R. Vilímek, a to až do roku 1906. Nesl různé podnázvy: Archiv českého rozmaru a vtipu; Ilustrovaný archiv rozmaru a vtipu; Politicko-satyrický týdenník; Obrázkový politicko-satyrický týdenník. Ve 2. polovině 19. století byl jedním z mála českých ilustrovaných časopisů; kromě karikatur otiskoval i cenné portréty osobností a ilustrace věnované soudobým událostem.

## Spolupracovníci
K významným spolupracovníkům listu v prvních třiceti letech patřili:
- Emanuel Salomon Friedberg-Mírohorský, jeden z prvních a zpočátku prakticky jediný ilustrátor. Příspěvky poskytoval bezplatně, což umožnilo udržet časopis finančně v prvních dvou obtížných letech.[4]
- František Karel Kolár, karikaturista.
- Karel Krejčík, autor kreseb na aktuální téma, v letech 1879-1901 hlavní ilustrátor časopisu.[5]
- Jan Vilímek, v letech 1874 (tehdy mu bylo pouhých 14 let) až 1889 vytvořil galerii portrétů významných osobností pro titulní stranu časopisu.
- Josef Leopold Zvonař a Karel Bendl, redaktoři hudebních příloh.
- Jan Neruda, dlouholetý spolupracovník, autor nepolitických článků, veršovaných referátů z českého sněmu a především životopisů významných osobností, které doplňovaly Vilímkovy portréty. V létě 1862 krátce řídil časopis (během pobytu J. R. Vilímka ve vězení).
- Josef Raimund Novotný, jeden z prvních přispěvatelů, autor humoristických textů.
- Emanuel František Züngel, autor příležitostných básní a překladatel zahraničních humoresek; v letech 1864-5 vedl několik měsíců časopis po dobu, kdy byl J. R. Vilímek znovu ve vězení.

K dalším spisovatelům patřili Karel Tůma (rubrika Na zeleném trhu, později Politika u džbánku), František Brzobohatý (rubrika Listy z Vídně do Plešovce na Hané, politické komentáře v hanáckém nářečí), František Tůma, Eduard Just, Antonín J. Blažek, Karel Horký aj.

## Kritika
Karel Poláček časopis roku 1929 v přednášce kriticky hodnotil: „Smutný humor je humoristický závod ve Spálené ulici, závod založený 1857. Kdyby se svět tisíckrát převrátil, humoristický závod ve Spálené ulici bude pořád bezzubým kmetem, jenž bude háčkovat pořád tytéž vzorky a aplikace. Jeho rekvizitami budou pořád zubaté tchyně, vdavekchtivé nevěsty, profesoři, opilci a panské za dveřmi, tedy humoristický arzenál z Fliegende Blätter. Je to konvenční humor, jehož inspirací je pivo a který se děje v útulných hospodách.“

#### Digitalizované archivy
- Ústav pro českou literaturu (formát JPEG, některé ročníky a čísla chybí, kvalitní reprodukce obrázků, bez textového vyhledávání - nutno využívat „Obsah“ příslušného ročníku)
- Národní knihovna ČR (formát DjVu, všechny ročníky, ale novější přístupné jen v prostorách NK; s textovým vyhledáváním, ale s nízkou kvalitou obrázků)
- Vědecká knihovna v Olomouci